# MSMHD
MSMHD (エムスターハイパワーエンドミル) は、三菱マテリアルが製造・販売する、重切削用のエンドミルである。特殊溝形状と強ねじれを採用し、側面・溝加工において重切削を可能する。

## 特徴
- 特殊溝形状と強ねじれを採用し、側面・溝加工において重切削が可能。

- 汎用性に優れた超硬エンドミル。

- 外径2～25mm。

- ねじれ角45°、ギャッシュランド。